# Rolf Carls
Rolf Hans Wilhelm Karl Carls, född 29 maj 1885 i Rostock, död 15 april 1945 (stupad vid Bad Oldesloe), var en tysk sjömilitär, generalamiral 1940.
På våren 1943 entledigades Carls från sin tjänst i Kriegsmarine, men han blev redan efter en månad utsedd till Landrat i Landkreis (distrikt) Stormarn. Förvaltningskontoret som då var beläget i nordvästra Hamburg flyttades på grund av de omfattande flyganfallen till yrkesskolans lokaler i Bad Oldesloe cirka 25 km från Hamburg. Mindre än två veckor före krigsslutet anfölls Bad Oldesloe av cirka 300 allierade bombplan som i stort sett utraderade staden. Vid anfallet omkom mer än 700 personer (huvudsakligen civila) och Carls som med 29 andra sökt skydd i yrkesskolans källare dödades i det raserade huset.

## Karriär
- Enrollering som Seekadett i Kejserliga marinen 1903
- Kaptenlöjtnant och artilleriofficer på mindre kryssaren ”Breslau-Midilli” 1914–1917
- Ubåtsutbildning 1917–1918
- Chef på ubåten U-124 till december 1918
- Kapitän zur See och befälhavare på slagskeppet ”Hessen” 1932–1933
- Konteramiral och chef för slagskepp och bepansrade fartyg 1934–1936
- Befälhavande amiral vid marinstation Östersjön från november 1938 till september 1940. Under tiden befordrad till viceamiral och amiral 1937
- Generalamiral och överbefälhavare vid marinkommando Nord från november 1940 till mars 1943
- Entledigad maj 1943

## Utmärkelser
- Järnkorset av andra och första klassen
- Riddarkorset av Järnkorset: 14 juni 1940
- Tyska korset i guld: 28 februari 1943